# Mashona Washington
Mashona Washington (nacida el 31 de mayo de 1976 en Houston, Texas, Estados Unidos) es una jugadora profesional de tenis.
Como jugadora junior, Washington ganó el Torneo Nacional de Tenis Estados Unidos celebrado en 1992 y fue finalista en el US National Hardcourt 16s y del US Indoor National 16s de 1991. Ingresó al profesionalismo en 1995.
Luego de un lento inicio en su carrera profesional, Washington creció de gran manera en el 2004, cuando ingresó al grupo de las 100 mejores del ranking mundial por primera vez, finalizando el año entre las mejores 50. Obtuvo su primer triunfo contra una de las diez mejores cuando venció a María Sharápova en New Haven, y logró su primera final de un torneo de primer nivel en Tokio, donde coincidentemente cayó ante Sharapova.
Es hermana del también tenista MaliVai Washington, quien llegó a la final de Wimbledon en 1996.
- Datos: Q259014
- Multimedia: Mashona Washington / Q259014